# Aeródromo Internacional de Cabo San Lucas
El Aeródromo Internacional de Cabo San Lucas (Código IATA: CSW - Código OACI: MMSL - Código DGAC: CSL), está localizado a 7 km al noroeste de la ciudad de Cabo San Lucas, Baja California Sur, México. El aeródromo sirve de base a una aerolínea regional, tiene servicio de taxi aéreo y servicios para la aviación general. Es el único aeropuerto privado internacional en México. 

## Información
El aeropuerto internacional cuenta con servicios de migración, aduana y agricultura, así como un FBO que ofrece un servicio integral a las aeronaves que llegan y salen del aeródromo.
El aeropuerto cuenta con cuatro plataformas para servir a la aviación civil y ejecutiva; la plataforma de aviación general, aviación comercial, y 2 plataformas de aviación ejecutiva.
El horario de operación del aeropuerto es de 6:00 a 20:00 hora local.
El proyecto aeroportuario integral consta de 7 fases, de las cuales ya se terminaron las primeras dos, en esta se instaló la iluminación de la pista (HIRL), luces automatizadas en calles de rodaje, luces PAPI para ambas cabeceras, mismas que se encuentran certificadas por la AFAC y se encuentra realizando la tercera, la cual incluye la construcción de un Nuevo FBO de 980 metros cuadrados, nuevos estacionamiento con 50 cajones, caminos de acceso al FBO, construcción de calle de rodaje para acceder al FBO, así como iluminación de plataformas. 
El aeropuerto cuenta con un VOR/DME certificado por AFAC que baliza las aproximaciones y salidas por instrumentos del aeropuerto y las aerovías que conectan la radio ayuda con SJD, LAP y PVR, su frecuencia de operación es 116.60 MHz.
Para 2021, Cabo San Lucas recibió a 45,178 pasajeros, según datos publicados por la Agencia Federal de Aviación Civil.

## Aerolíneas y destinos

### Pasajeros
| Aerolíneas | Destinos                                                     |
| ---------- | ------------------------------------------------------------ |
| JSX        | Dallas–Love, Los Ángeles                                     |
| Señor Air  | Chihuahua, Hermosillo, Los Mochis, Mazatlán, Puerto Vallarta |

### Destinos nacionales
Se brinda servicio a 5 ciudades dentro del país a cargo de 1 aerolínea.
| Chihuahua (CUU)       | • |   | 1 |
| Hermosillo (HMO)      | • |   | 1 |
| Los Mochis (LMM)      | • |   | 1 |
| Mazatlán (MZT)        | • |   | 1 |
| Puerto Vallarta (PVR) | • |   | 1 |
| Total                 | 5 | 0 | 5 |

### Destinos internacionales
Se ofrece servicio a 2 destinos internacionales, a cargo de 1 aerolínea.
| Ciudades                                                | Nombre del aeropuerto                   | Aerolíneas   |              |
| Norteamérica                                            | Norteamérica                            | Norteamérica | Norteamérica |
| ------------------------------------------------------- | --------------------------------------- | ------------ | ------------ |
| Estados Unidos (2 destinos [1 estacional], 1 aerolínea) |                                         |              |              |
| Dallas                                                  | Aeropuerto Dallas Love                  | JSX          |              |
| Los Ángeles                                             | Aeropuerto Internacional de Los Ángeles | JSX          |              |
| Total: 2 destinos, 1 país, 1 aerolínea                  |                                         |              |              |

## Estadísticas

### Pasajeros
Sólo se muestra muestran vuelos comerciales regulares y vuelos de fletamento, no se incluyen vuelos militares ni de aviación general.
| Año  | Vuelos | Pasajeros | kg de carga | Año  | Vuelos | Pasajeros | kg de carga |
| 2012 | 36     | 0         | 27,000      | 2018 | 8      | 843       | 0           |
| 2013 | 0      | 0         | 0           | 2019 | 14     | 151       | 22,807      |
| 2014 | 0      | 0         | 0           | 2020 | 0      | 0         | 0           |
| 2015 | 4      | 158       | 7,166       | 2021 | 1,484  | 45,178    | 1,014,095   |
| 2016 | 0      | 0         | 0           | 2022 | 1,394  | 40,714    | 20,090,036  |
| 2017 | 38     | 1,198     | 207         | 2023 | 1,072  | 20,237    | 2,060,909   |
|      |        |           |             | 2024 | 2,237  | 46,029    | 2,487,418   |
| ---- | ------ | --------- | ----------- | ---- | ------ | --------- | ----------- |

### Rutas más transitadas
| Número | Ciudad                   | Pasajeros | Ranking | Aerolínea |
| ------ | ------------------------ | --------- | ------- | --------- |
| 1      | Los Mochis, Sinaloa      | 8,174     |         | Señor Air |
| 2      | Mazatlán, Sinaloa        | 6,836     |         | Señor Air |
| 3      | Puerto Vallarta, Jalisco | 3,258     |         | Señor Air |
| 4      | Chihuahua, Chihuahua     | 1,054     |         | Señor Air |
| 5      | Hermosillo, Sonora       | 255       |         | Señor Air |

## Accidentes e incidentes
- El 5 de noviembre de 2007 una aeronave Cessna 208B Grand Caravan con matrícula XA-UBC que operaba el vuelo 126 de Aero Calafia entre el Aeropuerto de Culiacán y el Aeropuerto de Cabo San Lucas comenzó a perder altura durante su ascenso inicial, volcándose al caer sobre un lote baldío en las cercanías del aeropuerto de origen. El piloto y los 14 pasajeros sobrevivieron.[5][6]

- El 27 de mayo de 2011 una aeronave Cessna 208B Grand Caravan con matrícula XA-UJF de Aéreo Servicio Guerrero que operaba un vuelo entre el Aeropuerto de Ciudad Obregón y el Aeropuerto de Cabo San Lucas tuvo una excursión de pista al aterrizar en su destino. 3 de los 12 ocupantes resultaron heridos.[7]